# 辻村ゆりな
辻村 ゆりな（つじむら ゆりな、1994年9月30日 - ）は、日本のタレント、元グラビアアイドル。埼玉県出身。オフィスキイワード所属。

## 経歴
立教大学現代心理学部映像身体学科在学中にグラビアアイドルとしてデビュー。2015年の第6回ミスヤングチャンピオン・オーディションで優秀賞を受賞。オーディションの合格者によるアイドルグループ「ヤンチャン学園 音楽部」にも2016年9月まで参加する。2017年3月に大学を卒業するとともにグラビアアイドルとしての活動を終了、1年間アナウンススクールで喋りの勉強をする。
2018年に江戸川ボートレース中継のピットレポーターに就く。2020年初頭からピットレポートの仕事の傍らで平山信一ら当場で実況をつとめているアナウンサーの指導のもとで実況の練習を重ね、2022年4月29日のゴールデンカップ初日1Rでデビューした。
趣味はスタジオジブリ作品をはじめとしたキャラクターグッズ集め、イラスト作成、カラオケ、写真、皿回し、バルーンアート。

## 出演

### テレビ

#### 現在
- monoモノ倶楽部 リポーター（読売テレビ）
- WEEKLY TOQ リポーター（イッツコム・チャンネル）
- 江戸川ボートレース MC・ピットレポート・実況
- 前橋競輪中継 ミッドナイト競輪アシスタント（SPEEDチャンネル）

#### 過去
- 真夜中のおバカ騒ぎ!（TOKYO MX）
- 彩の国ニュースほっと リポーター（テレビ埼玉）
- 魅力まるごと いまドキッ!埼玉 リポーター（テレビ埼玉）
- う・ら・ら リポーター（CC9ケーブルテレビ）
- ちょっと寄っ店 リポーター（蕨ケーブルテレビ）

### CM
- としまえんイルミネーション「ウィンターファンタジア」
- タカラレーベン 日めくりカレンダー
- カメラアプリ「B612」～卒業編～

### 雑誌
- KADOKAWA「Walkerplus 夏祭りガイド2014」モデル
- 東京ニュース通信社「TVガイドEX」モデル

## 受賞歴
- 第6回ミスヤングチャンピオン 優秀賞
- ミスブライダルモデルコンテスト2016 最優秀スチール賞
- 「アサ芸 Secret」NEWフェイスグランプリ 7代目グランプリ